# Цюйво
Цюйво́ (кит. упр. 曲沃, пиньинь Qǔwò) — уезд городского округа Линьфэнь провинции Шаньси (КНР).

## История
В древности эти места входили в состав царства Цзинь. В 585 году до н. э. столица Цзинь была перенесена из города Цзян в находившийся в этих местах Синьтянь, который был переименован в Синьцзян (新绛, «новый Цзян»). Затем Три семьи разделили Цзинь, и город перестал быть столицей.
Когда царство Цинь завоевало все остальные царства и создало первую в истории Китая централизованную империю, то в этих местах был создан уезд Цзянсянь (绛县). При империи Восточная Хань он был переименован в Цзянъи (绛邑县). При империи Северная Вэй в 487 году уезд Цзянъи был переименован в Цюйво.
В 1949 году был создан Специальный район Линьфэнь (临汾专区), и уезд Цюйво вошёл в его состав. В 1954 году Специальный район Линьфэнь был объединён со Специальным районом Юньчэн (运城专区) в Специальный район Цзиньнань (晋南专区). В 1958 году из уездов Цюйво, Синьцзян, а также частей уездов Сянфэнь и Цзинсянь был образован город Хоума. Однако в 1962 году был восстановлен уезд Циньцзян, а в 1963 году расформирован город Хоума и восстановлен уезд Цюйво.
В 1970 году Специальный район Цзиньнань был расформирован, а вместо него образованы Округ Линьфэнь (临汾地区) и Округ Юньчэн (运城地区); уезд Цюйво вошёл в состав округа Линьфэнь. В 1971 году из уезда Цюйво был выделен городской уезд Хоума.
В 2000 году постановлением Госсовета КНР округ Линьфэнь был преобразован в городской округ Линьфэнь.

## Административное деление
Уезд делится на 5 посёлков и 2 волости.